# Ключ 172
Ключ 172 або ключ «короткохвостий птах» (隹部), що означає «птах» або «короткохвостий птах» є одним із 9 Ключів Кансі (загалом 214 ключів), що складається з 8 рисок.
У Словнику Кансі цей ключ мають 233 ієрогліфа (з 49 030).
隹 також є 174-им індексувальним компонентом у Таблиці Індексування компонентів китайських ієрогліфів що зазвичай використовується у словниках Спрощеної Китайської, що видаються у материковому Китаї.

## Еволюція

Ієрогліф у Цзяґувень
Ієрогліф у Цзіньвень
Ієрогліф у Чжуаньшу
Ієрогліф у Сяочжуань

## Похідні символи
| Штрихи | Ієрогліф                          |
| ------ | --------------------------------- |
| +0     | 隹                                |
| +2     | 隺 隻 隼 隽спр.难спр.             |
| +3     | 隿 雀                             |
| +4     | 雁 雂 雃 雄 集 雇 雈              |
| +5     | 雉 雊 雋 雌 雍 雎 雏спр.          |
| +6     | 雐 雑яп. 雒                       |
| +7     | 雓                                |
| +8     | 雔 雕                             |
| +9     | 雖                                |
| +10    | 雗 雘 雙 雚 雛 雜 雝 雞 雟 雠спр. |
| +11    | 雡 離 難                          |
| +13    | 雤                                |
| +16    | 雥                                |
| +20    | 雧                                |

## Варіантні форми
Написання третьої риски ключа відрізняється між Японськими та Китайськими друкованими формами. У словнику Кансі та в японській мові використовується форма з короткою рискою, нахиленою вниз ліворуч поверх першої горизонтальної лінії. В спрощеній китайській (материковий Китай, Сінгапур), і в стандартній традиційній китайській (Тайвань, Гонконг і Макао) використовується форма з крапкою, нахиленою вниз праворуч у верхній частині горизонтальної лінії, тоді як форма як у словнику Кансі також широко використовується в традиційних китайських публікаціях.
Ця різниця також може виявлятися на письмі.
| Словник Кансі Японська Корейська Трад. Китайський нестандартна | Традиц. Китайська Спрощ. китайський |
| -------------------------------------------------------------- | ----------------------------------- |
| 隹                                                             | 隹                                  |